# WW Aurigae
WW Aurigae là tên của một hệ sao đôi hình elip nằm ở khu vực phía bắc của chòm sao Ngự Phu. Cấp sao biểu kiến của hệ sao đôi này là 5,86 và độ sáng của nó đủ để thấy lờ mờ với mắt thường. Dựa trên giá trị thị sai đo được hằng năm là 11 mili giây cung, nó nằm cách trái đất 297 năm ánh sáng. Hệ sao này đang di chuyển về phía chúng ta với vận tốc 9 km/s. Ước tính rằng khoảng cách của nó sẽ nằm trong 212,5 năm ánh sáng sau 3,12 triệu năm.
WW Aurigae có một chu kì quỹ đạo là 2,5 ngày. Nó được phát hiện là thiên thể biến quang một cách độc lập bởi Friedrich Schwab và Heinrich Van Solowiew vào năm 1913. Cả hai ngôi sao của hệ sao này đều là loại sao Am, tức nó có nhiều kim loại như kẽm, stronti, zirconi, bari một cách bất thường cũng như quang phổ của nó là loại A. Quang phổ của nó cũng cho thấy sự thiếu hụt của kim loại calci, scandi và sự dư thừa quá mức của các kim loại nặng.
Sự thay đổi của chu kì quỹ đạo trong thời gian là 112,2 năm có thể cho thấy được hệ sao đôi này có sự tồn tại của thành viên thứ ba. Thành viên thứba này cần phải có khối lượng ít nhất là gấp 6,43 lần khối lượng mặt trời và tất nhiên là không hề có vạch quang phổ. Do vậy, một đen có lẽ thích hợp với điều kiện trên.

## Dữ liệu hiện tại
Theo như quan sát, đây là hệ sao nằm trong chòm sao Ngự Phu và dưới đây là một số dữ liệu khác:
Xích kinh 06h 32m 27.18445s
Độ nghiêng +32° 27′ 17.6330″
Cấp sao biểu kiến 5.82
Giá trị thị sai 10.9979 ± 0.0829 mili giây cung
Với ngôi sao thứ nhất của hệ sao đôi này thì:
Khối lượng gấp 1.964 ± 0.007 lần bán kính Mặt trời
Bán kính gấp 1.980 ± 0.009 lần bán kính Mặt trời
Độ sáng gấp 13.5 lần độ sáng Mặt trời
Hấp dẫn bề mặt 4.160 ± 0.007 CGS
Nhiệt độ 8,350 ± 200 Kelvin
Tốc độ quay quanh trục 35±10 km/s
Tuổi 565 ± 15 triệu năm
Với ngôi sao thứ hai thì:
Khối lượng gấp 1.814±0.007 lần khối lượng mặt trời
Bán kính gấp 1.807 ± 0.009 lần bán kính mặt trời
Độ sáng gấp 10.5 độ sáng mặt trời
Hấp dẫn bề mặt 4.165 ± 0.007 CGS
Nhiệt độ 8,170 ± 300 Kelvin
Tốc độ quay quanh trục 55 ± 10 km/s